# Gran mar de arena

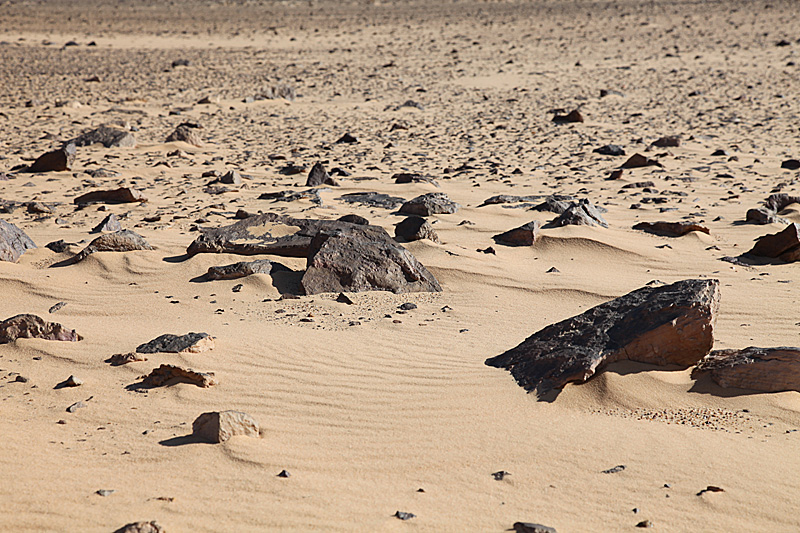
Área pedregosa del gran mar de la arena.

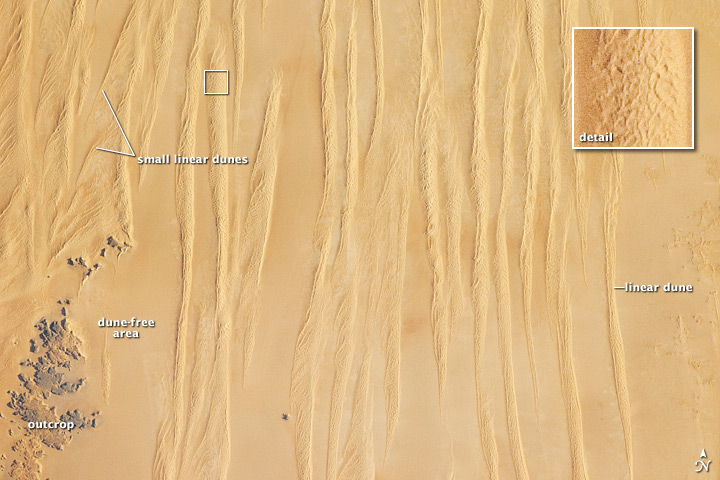
Patrón de la duna en el gran mar de la arena, Egipto. Observatorio terrestre de la NASA.

El Gran Mar de Arena es una región de aproximadamente 72.000 km², siendo una región arenosa. Ubicada en el Norte de África, se extiende desde el oeste de Egipto y el este de Libia. El 74% su superficie está cubierta por dunas de arena.

## Geografía
El Gran Mar de Arena se extiende a lo largo de unos 650 km de norte a sur y una anchura de 300 km de este a oeste. En las imágenes de satélite este desierto muestra un patrón de aristas de arena que se forman en dirección norte-sur. Sin embargo, a pesar de la aparente uniformidad, el Gran Mar de Arena tiene dos grandes áreas con diferentes tipos de megadunas. El mar de arena egipcio se encuentra paralelo al mar de arena Calanshio de Libia, con la cual colinda al norte. Las dunas del gran mar de arena cubren aproximadamente el 10 % del área total del desierto occidental egipcio.
Siwa, un oasis situado en Egipto, a unos 50 km al este de la frontera Libia, en la parte oriental del Gran Mar de arena.
Este mar de arena era bien conocido por los tuareg y los comerciantes que viajaban con caravanas a través del Sahara. Friedrich Gerhard Rohlfs fue el primer europeo en documentar el Gran Mar de Arena. Comenzó sus expediciones saharianas en 1865, y llamó a la gran extensión de dunas Große Sandmeer, pero no fue hasta 1924, con los mapas de Ahmed Hassanein, cuando los europeos pudieron apreciar la extensión del mar de arena.